# Gustav Becker (Bibliothekar)
Gustav Becker (* 24. September 1833 in Lübeck; † 6. Oktober 1886 in Bonn) war ein deutscher Bibliothekar.

## Leben
Becker studierte ab 1853 Klassische Philologie in Bonn und wurde dort 1857 zum Dr. phil. promoviert. Danach war er zwanzig Jahre lang im höheren Schuldienst (zuletzt Gymnasialoberlehrer) tätig. Nach einer kurzen Zeit als Privatgelehrter begann er 1879 sein Wirken im Bibliothekswesen als Hilfsarbeiter an der Paulinischen Bibliothek in Münster, bevor er 1881 an die Universitätsbibliothek Berlin und im Folgejahr als Sekretär an die Landesbibliothek Wiesbaden wechselte. Ab 1883 war er Kustos an der Universitätsbibliothek Bonn, wo er die Ausleihe leitete.

## Schriften
- Catalogi bibliothecarum antiqui. 2. Nachdruck der Ausgabe Cohen, Bonn 1885. Im Anhang Rezension von Max Perlbach und Nachtrag von Gabriel Meier. Olms, Hildesheim 2003, ISBN 978-3-487-04752-2.
- Quaestiones criticae de C. Suetonii Tranquilli de vita Caesarum libris viii. A. Stobbe, Memel 1862.
- De Isidori Hispalensis de natura rerum libro. (= Dissertation) Schultz, Berlin 1857.